# العدفة (جبلة)

تعديل مصدري - تعديل

العدفة هي إحدى قرى عزلة وراف بمديرية جبلة التابعة لمحافظة إب، بلغ تعداد سكانها 506 نسمة حسب تعداد اليمن لعام 2004.